# Индокинеска летећа веверица
Индокинеска летећа веверица (лат. Hylopetes phayrei) је сисар из реда глодара и породице веверица (Sciuridae).

## Распрострањење
Врста има станиште у јужној Кини, Лаосу (непотврђено), Вијетнаму, Бурми и Тајланду.

## Станиште
Станиште врсте су листопадне и мешане шуме.

## Угроженост
Ова врста није угрожена, и наведена је као последња брига јер има широко распрострањење.